# Lega italiana sbandieratori

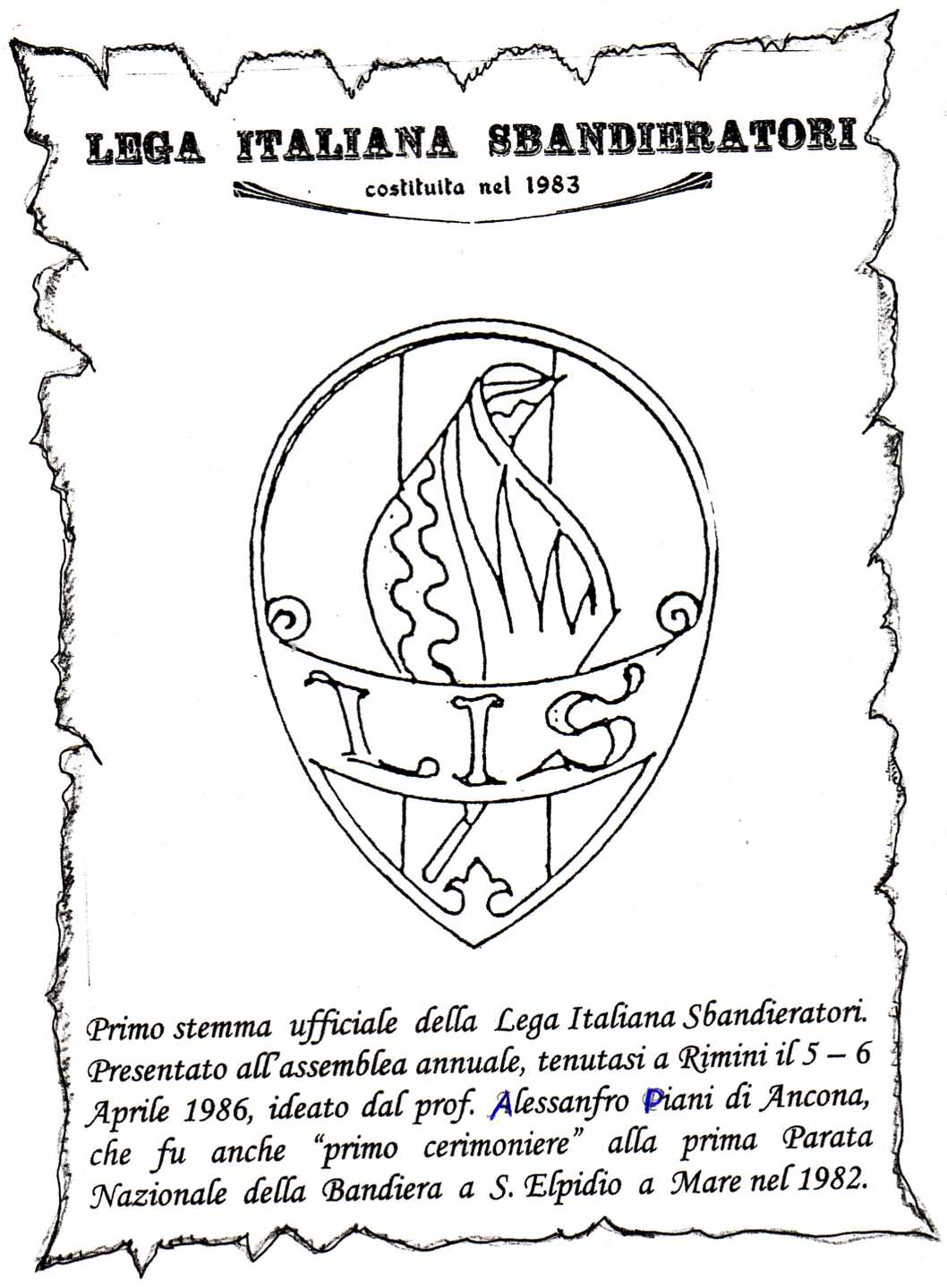

La Lega italiana sbandieratori (LIS) è un'associazione di promozione sociale sorta nel 1980 che riunisce oltre 1.500 tra sbandieratori e musici. L'associazione si dedica alla valorizzazione delle attività dei Gruppi Storici iscritti di tutta Italia, organizzando manifestazioni agonistiche e non, incontri di formazione e rievocazioni storiche.

## Struttura
La sede dell'associazione è a Città della Pieve e l'attuale presidente è Alberto Angeli. La Lega Italiana Sbandieratori ha istituito inoltre dei coordinamenti territoriali, ovvero delle sedi distaccate per le diverse zone d'Italia.
Al vertice societario si trova il consiglio esecutivo composto da 7 soci eletti dall'assemblea generale. Gli organi tecnici sono suddivisi in maestri di bandiera e istruttori musici e svolgono il ruolo sia di giuria nelle gare ufficiali o nei tornei patrocinati LIS ma anche il ruolo di insegnante nelle proprie Compagnie. Il titolo di Maestro di bandiera o Istruttore musico si ottiene dopo un periodo di aspirantato e un esame.

## La bandiera

### Definizione di bandiera
La bandiera per definizione è riconosciuta come un drappo di stoffa o di altro materiale raffigurante uno o più colori o effigi araldiche; di norma è issata su un'asta o su una corda, ed è individuata nella storia come emblema o mezzo di segnalazione. Rappresenta infatti simbolicamente uno Stato, una comunità regionale, linguistica o etnica ma più generalmente è riconosciuta come un simbolo di un insieme di persone unite da un filo logico comune.

### Storia della bandiera

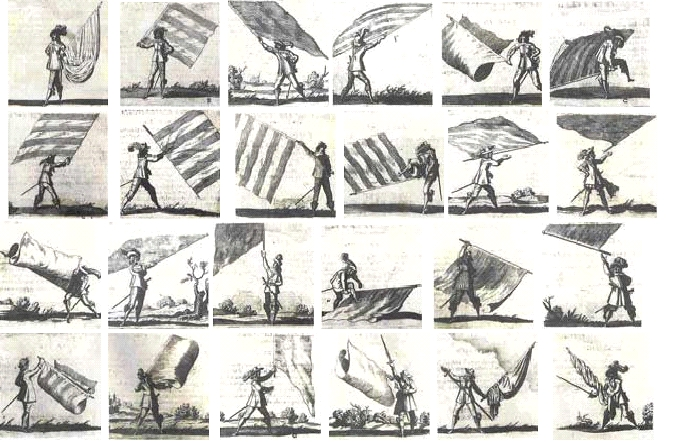
Francesco Ferdinando Alfieri

Non è possibile individuare con precisione quando la bandiera entra ufficialmente nella storia; alcune fonti infatti la conducono addirittura alle crociate, tuttavia però l'uso delle stesse non era abbinato al gioco-movimento della bandiera bensì ad un uso prettamente etnico. Il gioco della bandiera però ha le sue prime documentazioni nel Medioevo e nel Rinascimento Italiano, infatti la bandiera veniva sventolata durante le manovre militari, con lo scopo di segnalare, anche a lunghe distanze, movimenti prestabiliti destinati alle truppe durante la battaglia. Questo movimento definito "gioco" è accostato alla figura dell'alfiere, che era il militare designato ad effettuare proprio questi movimenti. Le bandiere poi, venivano ampiamente utilizzate, durante i periodi di sosta dalla battaglia, nelle parate, qui l'alfiere faceva roteare e volteggiare i vessilli; è proprio da questo "volteggiare" che nasce il gioco della bandiera, ampiamente narrato da Francesco Ferdinando Alfieri nel suo testo La Bandiera del 1638. In questo testo infatti sono presenti tutti i principali movimenti della moderna "sbandierata". Nel testo dell'Alfieri sono presenti anche numerose illustrazioni.

### La bandiera oggi
Anche se il gioco della bandiera non viene né pubblicizzato né riconosciuto ancora come sport, viene piuttosto collocato quale attività folcloristica; in Italia infatti, unica nazione che detiene documenti storici al riguardo, esistono ad oggi più di 300 gruppi di sbandieratori che mantengono viva una tradizione e che partecipano a più di 1.500 manifestazioni in tutto il territorio nazionale. Lo stile della sbandierata moderna si riconosce in vari aspetti coreografici, dove le movenze usate fin dall'antichità dai primitivi "bandierai", sono coadiuvate alle più moderne tecniche di maneggio, facendo assumere allo sbandieratore un aspetto tra il giocoliere ed il danzatore, ma nello stesso tempo spettacolarizzando al massimo sia il movimento, il lancio ed il volteggio della bandiera stessa. Non esiste uno standard di esercizio ma la prevalenza di essi nel territorio, si suddivide in esercizi di singolo (un solo elemento), coppia (due elementi) o a squadre (quattro o più elementi). Gli esercizi degli sbandieratori vengono sempre accompagnati dai musici, per lo più timpani e chiarine, che con il loro apporto musicale confluiscono allo spettacolo un'enfasi unica. Spesso la forza atletica e mentale impiegata nella sbandierata è tale da necessitare durante tutto l'anno di una preparazione costante, sia essa coreografica, tecnica, fisica e mentale.

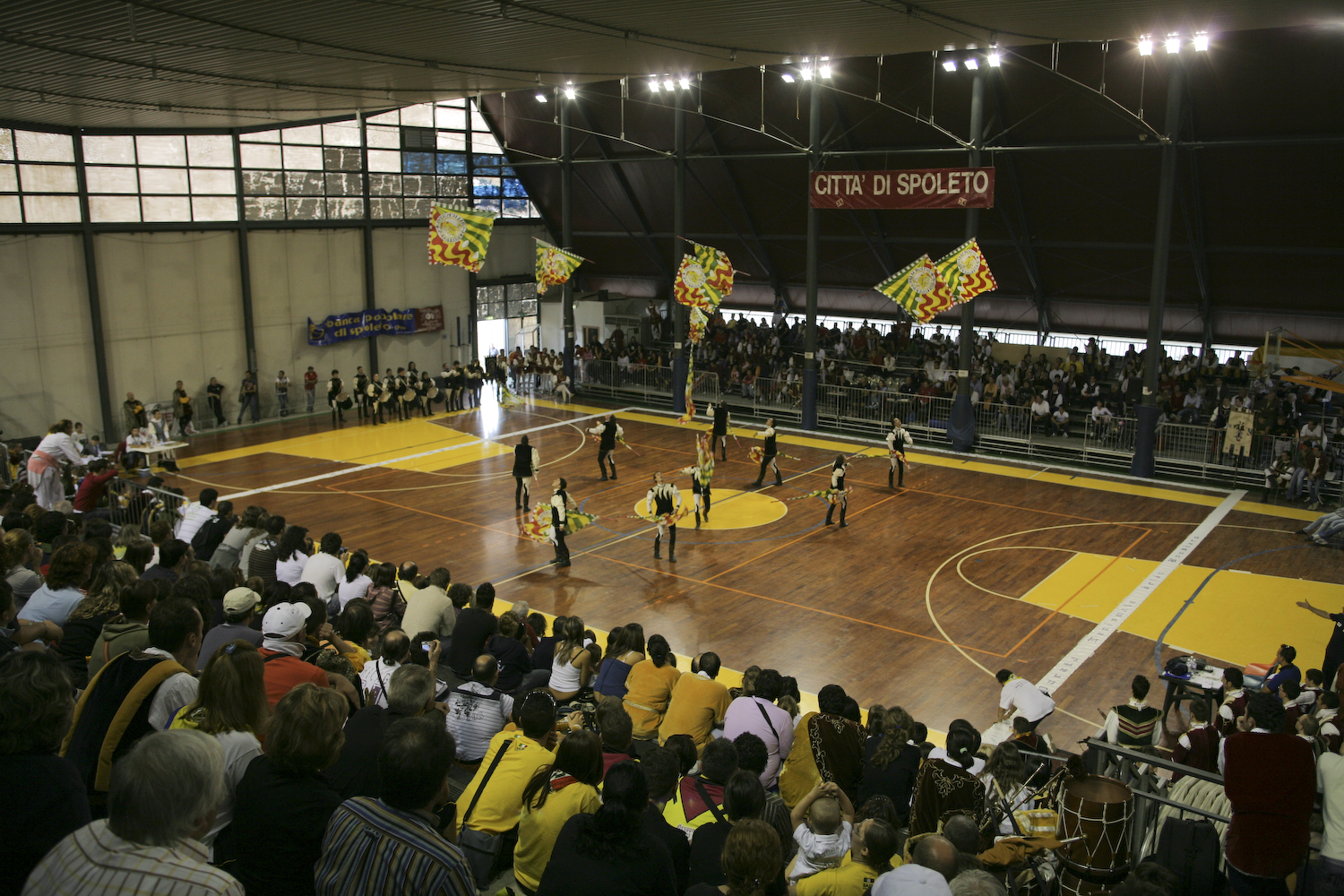
Sbandieratori Gallicano

## Parata nazionale della bandiera
Organizzata ogni anno a partire dal 1982, la Parata nazionale della bandiera è il campionato italiano LIS dove le compagnie associate si sfidano nelle categorie dell'arte dello sbandierare. 
La Parata si articola su tre giornate di gare, dal venerdì alla domenica, giorno in cui la Parata si chiude con la gara di "Grande Squadra". La giuria è composta dai maestri di bandiera e dagli istruttori musici, applicano i metodi di voto e le regole degli organi tecnici.
Durante la Parata nazionale della bandiera, le compagnie iscritte si sfidano in diverse discipline, più precisamente:
- singolo tradizionale: un solo sbandieratore.
- coppia tradizionale: la coppia è formata dai due elementi. Sincronia, portamento e tecnica sono gli elementi fondamentali di questa gara.
- piccola squadra: quattro sbandieratori che gareggiano.
- grande squadra: da otto a dieci sbandieratori.
- assolo musici: gara di musici in cui un massimo di 10 musici e il gonfalone entrano nel campo di gara e si esibiscono per 3 minuti.

Le prime cinque competizioni concorrono in combinata ad assegnare il titolo di Miglior compagnia d'Italia LIS.
Nella gara di Assolo musici ogni compagnia presenta con un massimo di dieci musici (tra timpani e fiati) un brano inedito accompagnato dalla componente coreografica.

### Campi di gara e tempi
Le gare si svolgono all'interno di quadrati aventi diverse dimensioni che variano con l'aumentare degli atleti in gara.
Anche i tempi minimi e massimi di esibizione variano seguendo la stessa metodologia.
- Singolo: Quadrato 6 m x 6 m.  Tempo minimo 2'45", tempo massimo 3'15"
- Coppia: Quadrato 12 m x 12 m. Tempo minimo 3'30", tempo massimo 4'00"
- Piccola squadra: Quadrato 16 m x 16 m. Tempo minimo 4'00", tempo massimo 4'30"
- Grande squadra: Quadrato 20 m x 20 m. Tempo minimo 4'45", tempo massimo 5'15"
- Assolo Musici: Quadrato 20 m x 20 m. Tempo minimo 2'30", tempo massimo 3'00"

## Altre manifestazioni nazionali

### Parata nazionale della bandiera Under 18
L'Under 18 vede gareggiare atleti suddivisi in tre fasce di età: Under 12 - Under 15 - Under 18 secondo la stessa formula adottata per la parata nazionale principale,
La compagnia che ottiene i migliori punteggi tra le tre fasce viene eletta miglior compagnia d'Italia Under 18.

### Parata della tradizione
Dal 2015 la LIS ha istituito la Parata della tradizione dove le compagnie si sfidano nelle seguenti discipline: corteggio e rievocando.

### Circuito di Coppa Italia
Dal 2015 viene istituito il Circuito di Coppa Italia (CCI).
Il Trofeo nazionale, che gira di anno in anno tra le compagnie vincitrici, viene assegnato alla compagnia che ha ottenuto i migliori punteggi  nei tornei annuali patrocinati dalla Lega Italiana Sbandieratori.
Nel 2020 il CCI è stato sospeso per permettere una rivisitazione delle modalità di svolgimento del torneo.

## Gruppi associati
Aderiscono alla LIS circa 2000 tesserati tra atleti e dirigenti. I gruppi provengono da quasi tutte le regioni italiane e superano le 50 unità.

## Albo d'oro Parata nazionale della bandiera
Dal 2022 il Campionato Italiano viene suddiviso in due fasce: Disfida Reale e Nobile Contesa.
Il sistema prevede retrocessioni delle ultime squadre della classifica finale dalla Disfida Reale alla Nobile Contesa e promozioni dalla Nobile Contesa alla Disfida Reale 
| Anno | Fascia         | Sede                             | Grande squadra                             | Piccola squadra                           | Coppia                                       | Singolo                                             | Musici                                     | Miglior compagnia                           |
| ---- | -------------- | -------------------------------- | ------------------------------------------ | ----------------------------------------- | -------------------------------------------- | --------------------------------------------------- | ------------------------------------------ | ------------------------------------------- |
| 1982 | Unica          | Sant'Elpidio a Mare              | non competitiva                            | non competitiva                           | non competitiva                              | non competitiva                                     | non competitiva                            | non competitiva                             |
| 1983 | Unica          | Fivizzano                        | Sbandieratori J'amis d'la pera Asti        | non competitiva                           | non competitiva                              | non competitiva                                     | non competitiva                            | non competitiva                             |
| 1984 | Unica          | Sarzana                          | Sbandieratori di Fivizzano                 | non competitiva                           | non competitiva                              | non competitiva                                     | non competitiva                            | non competitiva                             |
| 1985 | Unica          | Città della Pieve                | Sbandieratori J'amis d'la pera Asti        | non competitiva                           | non competitiva                              | non competitiva                                     | non competitiva                            | non competitiva                             |
| 1986 | Unica          | Mortara                          | Sbandieratori Gallicano                    | non competitiva                           | non competitiva                              | Sbandieratori Città della Pieve (Luciano Lorenzoni) | non competitiva                            | non competitiva                             |
| 1987 | Unica          | San Benedetto del Tronto         | Sbandieratori J'amis d'la pera Asti        | non competitiva                           | non competitiva                              | Sbandieratori J'amis d'la pera Asti                 | non competitiva                            | non competitiva                             |
| 1988 | Unica          | Montecatini Terme                | Sbandieratori Fivizzano                    | non competitiva                           | non competitiva                              | Sbandieratori Città della Pieve (Luciano Lorenzoni) | non competitiva                            | non competitiva                             |
| 1989 | Unica          | Motta Sant'Anastasia             | Sbandieratori Gallicano                    | non competitiva                           | Sbandieratori Panzera Motta Sant'Anastasia   | Sbandieratori Panzera Motta Sant'Anastasia          | non competitiva                            | non competitiva                             |
| 1990 | Unica          | Città della Pieve                | Sbandieratori Panzera Motta Sant'Anastasia | non competitiva                           | Sbandieratori Gallicano                      | Sbandieratori Città della Pieve                     | non competitiva                            | non competitiva                             |
| 1991 | Unica          | Fivizzano                        | Sbandieratori Gallicano                    | non competitiva                           | Sbandieratori Panzera Motta Sant'Anastasia   | Sbandieratori Fivizzano                             | non competitiva                            | non competitiva                             |
| 1992 | Unica          | Ventimiglia                      | Sbandieratori Gallicano                    | non competitiva                           | Sbandieratori Panzera Motta Sant'Anastasia   | Sbandieratori Panzera Motta Sant'Anastasia          | Sbandieratori J'amis d'la pera Asti        | non competitiva                             |
| 1993 | Unica          | Asti                             | Sbandieratori Gallicano                    | non competitiva                           | Sbandieratori Gallicano                      | Sbandieratori Città delle Pieve                     | Sbandieratori J'amis d'la pera Asti        | non competitiva                             |
| 1994 | Unica          | Gallicano                        | Sbandieratori Gallicano                    | non competitiva                           | Sbandieratori Gallicano                      | Sbandieratori Città delle Pieve                     | Sbandieratori Città di Palmanova           | non competitiva                             |
| 1995 | Unica          | Città della Pieve                | Sbandieratori Gallicano                    | non competitiva                           | Sbandieratori Città della Pieve              | Sbandieratori Gallicano                             | Sbandieratori Città di Palmanova           | non competitiva                             |
| 1996 | Unica          | Alba                             | Sbandieratori Panzera Motta Sant'Anastasia | non competitiva                           | Sbandieratori J'amis d'la pera               | Sbandieratori Panzera Motta Sant'Anastasia          | Sbandieratori J'amis d'la pera'            | non competitiva                             |
| 1997 | Unica          | Palmanova                        | Sbandieratori Panzera Motta Sant'Anastasia | non competitiva                           | Sbandieratori Città di Palmanova'            | Sbandieratori J'amis d'la pera                      | Sbandieratori Città di Palmanova'          | non competitiva                             |
| 1998 | Unica          | Gallicano                        | Sbandieratori Panzera Motta Sant'Anastasia | non competitiva                           | Sbandieratori Sestiere Auriveu               | Sbandieratori Sestiere Auriveu                      | Sbandieratori Città della Pieve            | Sbandieratori Sestiere Auriveu              |
| 1999 | Unica          | Domodossola                      | Sbandieratori Panzera Motta Sant'Anastasia | non competitiva                           | Sbandieratori Lacchiarella                   | Sbandieratori Sestiere Auriveu                      | Sbandieratori Montefalco                   | Sbandieratori Monticelli Quattro Castella   |
| 2000 | Unica          | Torino                           | Sbandieratori Panzera Motta Sant'Anastasia | non competitiva                           | Sbandieratori San Lorenzo Alba               | Sbandieratori Gallicano                             | Sbandieratori Montefalco                   | Sbandieratori Pannzera Motta Sant'Anastasia |
| 2001 | Unica          | Bergamo                          | Sbandieratori Panzera Motta Sant'Anastasia | non competitiva                           | Sbandieratori San Lorenzo Alba               | Sbandieratori Sestiere Ciassa                       | Sbandieratori Città di Palmanova           | Sbandieratori Monticelli Quattro Castella   |
| 2002 | Unica          | Città della Pieve                | Sbandieratori Città di Piansano            | Sbandieratori Gallicano                   | Sbandieratori Sestiere Ciassa                | Sbandieratori Città di Piansano                     | Sbandieratori Panzera Motta Sant'Anastasia | Sbandieratori Città di Piansano             |
| 2003 | Unica          | Pesaro                           | Sbandieratori Sant'Anna Lucca              | Sbandieratori Città di Piansano           | Sbandieratori Sestiere Ciassa                | Sbandieratori Sestiere Ciassa                       | Sbandieratori Città di Piansano            | Sbandieratori Città di Piansano             |
| 2004 | Unica          | Alba                             | Sbandieratori Città di Piansano            | Sbandieratori Città di Piansano           | Sbandieratori Città di Piansano              | Sbandieratori Sestiere Ciassa                       | Sbandieratori Città della Pieve            | Sbandieratori Città di Piansano             |
| 2005 | Unica          | Gallicano                        | Sbandieratori Sant'Anna Lucca              | Sbandieratori Città di Piansano           | Sbandieratori Città di Piansano              | Sbandieratori Città di Piansano                     | Sbandieratori Città della Pieve            | Sbandieratori Città di Piansano             |
| 2006 | Unica          | Sant'Elpidio a Mare              | Sbandieratori Città della Pieve            | Sbandieratori Sant'Anna Lucca             | Sbandieratori Gallicano                      | Sbandieratori Sant'Anna Lucca                       | Sbandieratori Montefalco                   | Sbandieratori Sant'Anna Lucca               |
| 2007 | Unica          | Rimini                           | Sbandieratori Sant'Anna Lucca              | Sbandieratori Città della Pieve           | Sbandieratori Gallicano                      | Sbandieratori Gallicano                             | Sbandieratori Montefalco                   | Sbandieratori Città della Pieve             |
| 2008 | Unica          | Montefalco                       | Sbandieratori Montefalco                   | Sbandieratori Sant'Anna Lucca             | Sbandieratori Sant'Anna Lucca                | Sbandieratori Sant'Anna Lucca                       | Sbandieratori Montefalco                   | Sbandieratori Montefalco                    |
| 2009 | Unica          | Motta Sant'Anastasia             | Sbandieratori Gallicano                    | Sbandieratori Gallicano                   | Sbandieratori Gallicano                      | Sbandieratori Monticelli Quattro Castella           | Sbandieratori Città di Amelia              | Sbandieratori Gallicano                     |
| 2010 | Unica          | Amelia                           | Sbandieratori Monticelli Quattro Castella  | Sbandieratori Monticelli Quattro Castella | Sbandieratori Monticelli Quattro Castella    | Sbandieratori Monticelli Quattro Castella           | Sbandieratori Città della Pieve            | Sbandieratori Monticelli Quattro Castella   |
| 2011 | Unica          | Città della Pieve                | Sbandieratori Monticelli Quattro Castella  | Sbandieratori Monticelli Quattro Castella | Sbandieratori Monticelli Quattro Castella    | Sbandieratori Monticelli Quattro Castella           | Sbandieratori Montefalco                   | Sbandieratori Monticelli Quattro Castella   |
| 2012 | Unica          | Legnano                          | Sbandieratori Monticelli Quattro Castella  | Sbandieratori Città di Ventimiglia        | Sbandieratori Monticelli Quattro Castella    | Sbandieratori Zeveto Città di Chiari                | Sbandieratori Montefalco                   | Sbandieratori Monticelli Quattro Castella   |
| 2013 | Unica          | Sanremo                          | Sbandieratori Sant'Anna Lucca              | Sbandieratori Legnano                     | Sbandieratori Legnano                        | Sbandieratori Ventimiglia                           | Sbandieratori Sant'Anna Lucca              | Sbandieratori Sant'Anna Lucca               |
| 2014 | Unica          | Gallicano                        | Sbandieratori Gallicano                    | Sbandieratori Zeveto Città di Chiari      | Sbandieratori Sant'Anna Lucca                | Sbandieratori Zeveto Città di Chiari                | Sbandieratori Soriano nel Cimino           | Sbandieratori Sant'Anna Lucca               |
| 2015 | Unica          | Lucera                           | Città della Pieve                          | Sbandieratori Sant'Anna Lucca             | Ventimiglia                                  | Ventimiglia                                         | Sbandieratori Montefalco                   | Sbandieratori Sant'Anna Lucca               |
| 2016 | Unica          | Chianciano Terme                 | Città della Pieve                          | Sbandieratori Zeveto Città di Chiari      | Sbandieratori Sant'Anna Lucca                | Sbandieratori Zeveto Città di Chiari                | Sbandieratori Città della Pieve            | Sbandieratori Città della Pieve             |
| 2017 | Unica          | Riva del Garda                   | Sbandieratori Città di Amelia              | Sbandieratori Sant'Anna Lucca             | Sbandieratori Sant'Anna Lucca                | Sbandieratori Zeveto Città di Chiari                | Sbandieratori Città della Pieve            | Sbandieratori Sant'Anna Lucca               |
| 2018 | Unica          | Pesaro                           | Sbandieratori Città della Pieve            | Sbandieratori Lucera                      | Sbandieratori Sant'Anna Lucca                | Sbandieratori Città di Amelia                       | Sbandieratori Gallicano                    | Sbandieratori Sant'Anna Lucca               |
| 2019 | Unica          | Chianciano Terme e Montepulciano | Sbandieratori Città della Pieve            | Sbandieratori Città di Amelia             | Sbandieratori Città di Amelia                | Sbandieratori Città di Amelia                       | Sbandieratori di Foligno                   | Sbandieratori Città di Amelia               |
| 2020 | Non Svolto     | Non svolto                       | Non svolto                                 | Non svolto                                | Non svolto                                   | Non svolto                                          | Non svolto                                 | Non svolto                                  |
| 2021 | Unica          | Cattolica                        | Sbandieratori Città di Amelia              | Sbandieratori Città di Amelia             | Sbandieratori Città di Amelia                | Sbandieratori Sant'Anna Lucca                       | Sbandieratori Montefalco                   | Sbandieratori Città di Amelia               |
| 2022 | Nobile Contesa | Montefalco                       | Sbandieratori e Musici Monticelli          | Sbandieratori e Musici Monticelli         | Sbandieratori e Musici Monticelli            | Sbandieratori e Musici Foligno                      | Sbandieratori e Musici Foligno             | NON PREVISTA                                |
| 2022 | Disfida Reale  | Montefalco                       | Sbandieratori Città di Amelia              | Sbandieratori Montefalco                  | Sbandieratori Città di Amelia                | Sbandieratori Città di Amelia                       | Sbandieratori Montefalco                   | Sbandieratori Città di Amelia               |
| 2023 | Nobile Contesa | Cavriago (RE)                    | Sbandieratori e Musici Calenzano           | Sbandieratori e Musici Legnano (MI)       | Sbandieratori e Musici Foligno (Gift - Card) | Sbandieratori e Musici Calenzano                    | Sbandieratori e Musici Orvieto             | NON PREVISTA                                |
| 2023 | Disfida Reale  | Cavriago (RE)                    | Sbandieratori e Musici Montefalco          | Sbandieratori e Musici Città di Lucca     | Sbandieratori e Musici Foligno               | Sbandieratori e Musici Amelia                       | Sbandieratori e Musici Foligno             | Sbandieratori e Musici Montefalco           |
| 2024 | Nobile Contesa | Gallicano                        |                                            |                                           |                                              |                                                     |                                            |                                             |
| 2024 | Disfida Reale  | Gallicano                        |                                            |                                           |                                              |                                                     |                                            |                                             |

## Albo d'oro Parata nazionale della bandiera Under 18
| Anno | Sede               | Singolo U12                          | Singolo U15                                   | Singolo U18                           | Coppia U12                                    | Coppia U15                                    | Coppia U18                                    | Piccola U12                               | Piccola U15                                   | Piccola U18                               | Grande U12                                                | Grande U15                                | Grande U18                            | Assolo Musici U12                                         | Assolo Musici U15                                         | Assolo Musici U18                 | Miglior compagnia                         |
| ---- | ------------------ | ------------------------------------ | --------------------------------------------- | ------------------------------------- | --------------------------------------------- | --------------------------------------------- | --------------------------------------------- | ----------------------------------------- | --------------------------------------------- | ----------------------------------------- | --------------------------------------------------------- | ----------------------------------------- | ------------------------------------- | --------------------------------------------------------- | --------------------------------------------------------- | --------------------------------- | ----------------------------------------- |
| 2012 | San Polo d'Enza    | -                                    | Sbandieratori e Musici Montefalco             | Monticelli – Quattro Castella         | -                                             | Sbandieratori e Musici Montefalco             | Sbandieratori e Musici Terra del Sole         | -                                         | Sbandieratori e Musici di Gallicano           | Contrada Monticelli di Quattrocastella    | -                                                         | Contrada Monticelli di Quattrocastella    | Combusta Revixi Corinaldo             |                                                           | Contrada Monticelli di Quattrocastella                    | Sbandieratori e Musici Montefalco | Contrada Monticelli di Quattrocastella    |
| 2013 | Montefalco         | -                                    | Sbandieratori e Musici Terra del Sole         | Sbandieratori e Musici Terra del Sole | Sbandieratori e Musici Amelia                 | Sbandieratori e Musici Montefalco             | Sbandieratori e Musici Montefalco             | -                                         | Sbandieratori e Musici Montefalco             | Sbandieratori e Musici Terra del Sole     | -                                                         | Sbandieratori e Musici Amelia             | Sbandieratori e Musici Terra del Sole | -                                                         | Sbandieratori e Musici Montefalco                         | Sbandieratori e Musici Montefalco | Sbandieratori e Musici Terra del Sole     |
| 2014 | Corinaldo          | Sbandieratori e Musici Amelia        | Sbandieratori e Musici Montefalco             | Sbandieratori e Musici Montefalco     | Alfieri di Costigliole d'Asti                 | Sbandieratori della Signoria di Firenze       | Sbandieratori e Musici Montefalco             | -                                         | Sbandieratori e Musici Montefalco             | Corteo Storico di GIove                   | -                                                         | Sbandieratori e Musici Amelia             | Sbandieratori e Musici Terra del Sole | -                                                         | -                                                         | Sbandieratori e Musici Montefalco | Sbandieratori e Musici Terra del Sole     |
| 2015 | Soriano nel Cimino | Alfieri della Valmarina di Calenzano | Sbandieratori e Musici S. Anna Città di Lucca | Sbandieratori e Musici Montefalco     | Sbandieratori e Musici Terra del Sole         | Alfieri della Valmarina di Calenzano          | Sbandieratori e Musici di Città della Pieve   | Sbandieratori e Musici Terra del Sole     | Corteo Storico di Giove                       | Sbandieratori e Musici Montefalco         | Sbandieratori e Musici Soriano nel CImino                 | Sbandieratori e Musici Amelia             | Sbandieratori e Musici Terra del Sole | Sbandieratori e Musici Montefalco                         | Sbandieratrici e Gruppo Storico Musicale città di Viterbo | Sbandieratori e Musici Montefalco | Sbandieratori e Musici Terra del Sole     |
| 2016 | Chianciano Terme   | Alfieri della Valmarina di Calenzano | Sbandieratori e Musici S. Anna Città di Lucca | Sbandieratori e Musici Montefalco     | Sbandieratori e Musici Zeveto Città di Chiari | Sbandieratori e Musici S. Anna Città di Lucca | Sbandieratori e Musici di Città della Pieve   | Sbandieratori e Musici Terra del Sole     | Sbandieratori e Musici S. Anna Città di Lucca | Sbandieratori e Musici Città de L'Aquila  | Sbandieratori e Musici Soriano nel CImino                 | Sbandieratori e Musici Soriano nel CImino | Sbandieratori e Musici Montefalco     | Sbandieratori e Musici Montefalco                         | Sbandieratori e Musici Montefalco                         | Sbandieratori e Musici Montefalco | Sbandieratori e Musici Montefalco         |
| 2017 | Chianciano Terme   | Alfieri della Valmarina di Calenzano | Sbandieratori e Musici Soriano nel CImino     | Sbandieratori e Musici di Legnano     | Sbandieratori e Musici Soriano nel CImino     | Sbandieratori e Musici Soriano nel CImino     | Sbandieratori e Musici S. Anna Città di Lucca | Sbandieratori e Musici Soriano nel CImino | Sbandieratori e Musici Soriano nel CImino     | Sbandieratori e Musici Montefalco         | Sbandieratori e Musici Soriano nel CImino                 | Sbandieratori e Musici Soriano nel CImino | Sbandieratori e Musici Montefalco     | Sbandieratori e Musici Soriano nel CImino                 | Sbandieratori e Musici Montefalco                         | Sbandieratori e Musici Montefalco | Sbandieratori e Musici Soriano nel CImino |
| 2018 | Lucera             |                                      |                                               |                                       |                                               |                                               |                                               |                                           |                                               |                                           |                                                           |                                           |                                       |                                                           |                                                           |                                   |                                           |
| 2019 | Pesaro             | Sbandieratori e Musici di Lucera     | Sbandieratori e Musici Soriano nel CImino     | Sbandieratori e Musici di Lucera      | Sbandieratori Onda Sforzesca di Vigevano      | Sbandieratori e Musici Soriano nel CImino     | Sbandieratori e Musici Soriano nel CImino     | Sbandieratori e Musici Soriano nel CImino | Sbandieratori e Musici Soriano nel CImino     | Sbandieratori e Musici Soriano nel CImino | Sbandieratrici e Gruppo Storico Musicale città di Viterbo | Sbandieratori e Musici Soriano nel CImino | Sbandieratori e Musici di Gallicano   | Sbandieratrici e Gruppo Storico Musicale città di Viterbo | Sbandieratori e Musici di Foligno                         | Sbandieratori e Musici di Foligno | Sbandieratori e Musici Soriano nel CImino |
| 2020 | Non svolto         | Non svolto                           | Non svolto                                    | Non svolto                            | Non svolto                                    | Non svolto                                    | Non svolto                                    | Non svolto                                | Non svolto                                    | Non svolto                                | Non svolto                                                | Non svolto                                | Non svolto                            | Non svolto                                                | Non svolto                                                | Non svolto                        | Non svolto                                |
| 2021 | Non svolto         | Non svolto                           | Non svolto                                    | Non svolto                            | Non svolto                                    | Non svolto                                    | Non svolto                                    | Non svolto                                | Non svolto                                    | Non svolto                                | Non svolto                                                | Non svolto                                | Non svolto                            | Non svolto                                                | Non svolto                                                | Non svolto                        | Non svolto                                |
| 2022 | Bisignano          | Sbandieratori e Musici Monticelli    | Sbandieratori e musici Legnano                | Sbandieratori e Musici Foligno        | Sbandieratori e Musici Monticelli             | Sbandieratori e musici Legnano                | Sbandieratori e Musici Monticelli             | Sbandieratori e Musici Monticelli         | Sbandieratori e musici Legnano                | Sbandieratori e Musici Monticelli         | Sbandieratori e Musici Foligno                            | Sbandieratori e musici Legnano            | Sbandieratori e Musici Foligno        | Sbandieratori e Musici Foligno                            | Sbandieratori e Musici Foligno                            | Sbandieratori e Musici Foligno    | Sbandieratori e Musici Foligno            |
| 2023 | Foligno            | Sbandieratori e Musici Monticelli    | Sbandieratori e musici Legnano                | Sbandieratori e Musici Montefalco     | Sbandieratori e Musici Monticelli             | Sbandieratori e musici Legnano                | Sbandieratori e Musici Foligno                | Sbandieratori e Musici Monticelli         | Sbandieratori e Musici Foligno                | Sbandieratori e Musici Foligno            | Sbandieratori e Musici Amelia                             | Sbandieratori e Musici Monticelli         | Sbandieratori e Musici Foligno        | Sbandieratori e Musici Foligno                            | Sbandieratori e Musici Foligno                            | Sbandieratori e Musici Foligno    | Sbandieratori e Musici Foligno            |
| 2024 | Montefalco         |                                      |                                               |                                       |                                               |                                               |                                               |                                           |                                               |                                           |                                                           |                                           |                                       |                                                           |                                                           | Sbandieratori e Musici Montefalco |                                           |